# Taekwon-Do (videogioco)
Taekwon-Do (テコンドー?) è un videogioco prodotto nel 1994 dalla Human Entertainment per Super Famicom. Disponibile in giapponese e coreano, il titolo è un picchiaduro incentrato sull'arte marziale del taekwondo.

## Modalità di gioco
Nel videogioco sono presenti diciannove personaggi che possono sfidarsi in quattro differenti modalità.